# Andreas Fjeld Halvorsen
Andreas Fjeld Halvorsen (* 14. September 2005) ist ein norwegischer Leichtathlet, der im Mittel- und Langstreckenlauf an den Start geht.

## Sportliche Laufbahn und Leben
Erste internationale Erfahrungen sammelte Andreas Fjeld Halvorsen im Jahr 2021, als er bei den U20-Europameisterschaften in Tallinn mit 3:52,84 min in der Vorrunde im 1500-Meter-Lauf ausschied. Im Jahr darauf gewann er bei den U18-Europameisterschaften in Jerusalem in 3:52,14 min die Silbermedaille über 1500 Meter sowie in 8:13,48 min auch im 3000-Meter-Lauf. Im Dezember wurde er bei den Crosslauf-Europameisterschaften in Turin in 19:12 min 67. im U20-Rennen. 2023 kam er bei den U20-Europameisterschaften in Jerusalem im Finale über 3000 Meter nicht ins Ziel und im Dezember gelangte er bei den Crosslauf-Europameisterschaften in Brüssel nach 17:50 min auf den 50. Platz im U20-Rennen. Im Jahr darauf siegte er bei den U20-Weltmeisterschaften in Lima in 8:20,56 min über 3000 Meter und gelangte mit 3:49,45 min auf Rang 13 über 1500 Meter. Im Dezember gewann er bei den Crosslauf-Europameisterschaften in Antalya in 14:16 min die Bronzemedaille im U20-Rennen und sicherte sich in der Teamwertung die Goldmedaille. 2025 belegte er bei den U23-Europameisterschaften in Bergen in 13:47,52 min den fünften Platz im 5000-Meter-Lauf.
2025 wurde Fjeld Halvorsen norwegischer Hallenmeister im 1500-Meter-Lauf.

## Persönliche Bestleistungen
- 1500 Meter: 3:37,89 min, 29. Mai 2025 in Toulouse
  - 1500 Meter (Halle): 3:41,77 min, 11. Februar 2024 in Bærum
- 3000 Meter: 7:47,04 min, 8. September 2023 in Trier (norwegischer U20-Rekord)
  - 3000 Meter (Halle): 8:26,02 min, 2. Dezember 2023 in Hvam
- 5000 Meter: 13:22,38 min, 17. Mai 2025 in Stockholm